# Gadesco-Pieve Delmona
Gadesco-Pieve Delmona (lombardul: Gadesch) település Olaszországban, Lombardia régióban, Cremona megyében. Lakosainak száma 1891 fő (2023. január 1.). Gadesco-Pieve Delmona Cremona, Grontardo, Persico Dosimo, Malagnino és Vescovato községekkel határos.

## Népesség
A település lakossága az elmúlt években az alábbi módon változott:
| Lakosok száma | 2024 | 2017 | 2002 | 1891 |
|               | 2013 | 2017 | 2018 | 2023 |